# Peniculimiris
Peniculimiris is een geslacht van wantsen uit de familie van de Miridae (Blindwantsen). Het geslacht werd voor het eerst wetenschappelijk beschreven door Yasunaga & Duwal in 2016.

## Soorten
Het genus bevat de volgende soort:

- Peniculimiris meniscus Yasunaga & Duwal, 2016